# Saint-Égrève
Saint-Égrève – miejscowość i gmina we Francji, w regionie Owernia-Rodan-Alpy, w departamencie Isère.
Według danych na rok 1990 gminę zamieszkiwało 15 891 osób, a gęstość zaludnienia wynosiła 1461 osób/km² (wśród 2880 gmin regionu Rodan-Alpy Saint-Égrève plasuje się na 46. miejscu pod względem liczby ludności, natomiast pod względem powierzchni na miejscu 1055.).
Przez gminę przepływa rzeka Isère. 